# Обриан, Хадер
Хадер Рафаэль Обриан Ариас (исп. Jáder Rafael Obrian Arias; род. 18 мая 1995, Мария-ла-Баха, Колумбия) — колумбийский футболист, нападающий клуба «Остин».

## Клубная карьера
Обриан — воспитанник клуба «Униаутонома». 3 февраля 2015 года в матче против «Альянса Петролера» он дебютировал в колумбийской Примеры A. Летом 2016 года Обриан перешёл в «Депортес Толима». 11 июля в матче против «Депортиво Кали» он дебютировал за новую команду. В начале 2018 года Обриан был арендован «Кукута Депортиво». 20 февраля в матче против «Барранкилья» он дебютировал в колумбийской Примеры B. 1 мая в поединке против «Орсомарсо» Хадер забил свой первый гол за «Кукута Депортиво». После окончании аренды он вернулся в «Депортес Толима» и помог клубу выиграть чемпионат. В начале 2019 года Обриан перешёл в «Рионегро Агилас». 27 января в матче против «Кукута Депортиво» он дебютировал за новый клуб. 11 февраля в поединке против «Патриотас» Хадер забил свой первый гол за «Рионегро Агилас». В матчах розыгрыша Южноамериканского кубка против боливийского «Ориенте Петролеро» и аргентинского «Индепендьенте» он забил два мяча.
22 декабря 2020 года Обриан перешёл в клуб MLS «Даллас», подписав контракт до конца сезона 2023 с опциями продления на сезоны 2024 и 2025. В главной лиге США он дебютировал 17 апреля 2021 года в матче стартового тура сезона против «Колорадо Рэпидз». 1 мая в матче против «Портленд Тимберс» он забил свой первый гол за «Даллас». По окончании сезона 2023 Обриан и «Даллас» провели переговоры о новом контракте.
14 декабря 2023 года клуб «Остин» выбрал Обриана на первом этапе Драфта возвращений MLS. За «Остин» он дебютировал 24 февраля 2024 года в матче стартового тура сезона против «Миннесоты Юнайтед», выйдя на замену во втором тайме вместо Итана Финли.

## Достижения
Командные
 «Депортес Толима»
- Победитель чемпионата Колумбии — Апертура 2018